# Ota, Corse-du-Sud
Ota är en kommun i departementet Corse-du-Sud på ön Korsika i Frankrike. Kommunen ligger  i kantonen Les Deux-Sevi som tillhör arrondissementet Ajaccio. År 2022 hade Ota 471 invånare.

## Befolkningsutveckling
Antalet invånare i kommunen Ota
Referens:INSEE